# 비스와 크라쿠프
비스와 크라쿠프(폴란드어: Wisła Kraków, IPA: [ˈviswa ˈkrakuf])는 폴란드의 축구 클럽으로 폴란드 남부의 크라쿠프에 연고를 두고 있다. 클럽은 1906년에 토바지스트보 스포르토베 비스와(Towarzystwo Sportowe Wisła)라는 이름으로 창단되었다. 그 후 제2차 세계 대전이 끝난 1945년에 현재의 명칭으로 변경했으며 1990년에 다시 원래의 명칭으로 변경했다가 1997년에 다시 현재의 비스와 크라쿠프로 변경하였다.
비스와 크라쿠프의 유럽 첫 대회는 UEFA 컵 위너스컵의 1967-68시즌이다. 이때부터 컵위너스컵 2회, UEFA컵 10회, 2008-09시즌을 포함하여 UEFA 챔피언스리그 6회 진출 기록이 있다. 유럽 대회에서의 최고 성적은 챔피언스리그의 전신인 유러피언컵 시절의 1978-79시즌에 8강이고, UEFA컵에서는 2002-03시즌에 16강까지 진출한 것이다.

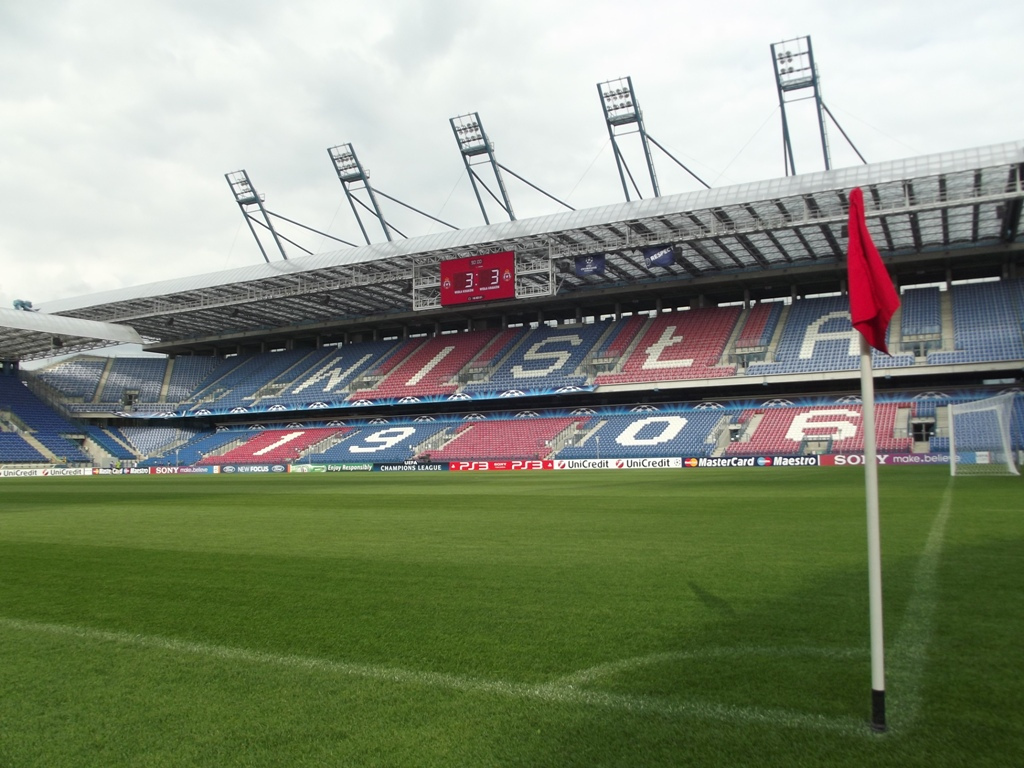
비스와 경기장

## 역대 성적
- 엑스트라클라사 : 13

1927, 1928, 1949, 1950, 1978, 1999, 2001, 2003, 2004, 2005, 2008, 2009, 2011
- 폴란드 컵 : 4

1926, 1967, 2002, 2003
- 폴란드 슈퍼컵 : 1

2001
- 폴란드 리그컵 : 1

2001

## 선수단

### 현재 소속 선수
2025년 3월 1일 기준
- 현재 소속 선수

참고: FIFA 자격 규정에 따라 소속된 국가대표팀 국기를 표시합니다. 선수는 복수의 FIFA 비회원국 국적을 가지고 있을 수 있습니다.
| 번호 | 포지션 | 국적         | 이름              |
| ---- | ------ | ------------ | ----------------- |
| 5    | DF     |              | 조셉 콜리         |
| 24   | MF     | 북마케도니아 | 에니스 파즐라기치 |

| 번호 | 포지션 | 국적 | 이름 |
| ---- | ------ | ---- | ---- |

## 역대 감독
| 감독          | 임기        |
| ------------- | ----------- |
| 아담 나바우카 | 2000        |
| 아담 나바우카 | 2001        |
| 아담 나바우카 | 2006 ~ 2007 |